# Palephyra pelagica
Palephyra pelagica is een schijfkwal uit de familie Nausithoidae. De kwal komt uit het geslacht Palephyra. Palephyra pelagica werd in 1880 voor het eerst wetenschappelijk beschreven door Haeckel. 